# فريتز لي
فريتز لي (بالإنجليزية: Fritz Lee) هو لاعب اتحاد الرغبي نيوزيلندي، ولد في 29 أغسطس 1988 في جزر ساموا في الولايات المتحدة.

## وصلات خارجية
- فريتز لي على موقع سلسلة سباعيات الرغبي العالمية - رجال (الإنجليزية)
- فريتز لي على موقع ItsRugby.co.uk (الإنجليزية)